# Ramón Pla
Ramón Pla Armengol (Alentorn, Artesa de Segre, 1880-Barcelona, 1958) fue un médico especialista en bacteriología y enfermedades infecciosas y político de Cataluña, España.
Licenciado en Medicina por la Universidad de Barcelona, se doctoró en 1904 en la Universidad Central de Madrid. Se especializó en el tratamiento de la tuberculosis y bacteriología con el doctor Ramón Turró. Desarrolló su trabajo en el hospital de la Santa Cruz y San Pablo de Barcelona y en su trabajo contra la tuberculosis destacó su participación en la fundación del Patronato de Cataluña creado para tal fin, así como el Instituto Ravetllat-Pla, que copatrocinó con el veterinario Joaquim Ravetllat i Estech y que se dedicó al estudio de la enfermedad.
En el terreno político Ramón Pla se había incorporado a principios del siglo XX a la Unión Catalanista, que abandonó en 1917 para ingresar en el Partido Socialista Obrero Español (PSOE) en la agrupación de Barcelona. No consiguió obtener un acta de diputado provincial en las elecciones de 1919. Representó a las agrupaciones de Barcelona y Manresa en el congreso del PSOE de 1928, ya durante la dictadura de Primo de Rivera. Dentro del PSOE, Pla apoyó la idea de colaborar con la dictadura. Presidió la Federación Catalana del PSOE en 1931-1932, momento crítico en el que no fructificó el proceso de unificación entre la Federación y la Unión Socialista de Cataluña (USC), abandonando Pla el PSOE por la USC tras su expulsión de la agrupación barcelonesa. La Casa del Pueblo de Barcelona quedó bajo la esfera de la USC y Pla afrontó personalmente en 1936 sus deudas, revitalizándola. En las elecciones generales de 1936 obtuvo el acta de diputado a las Cortes por la circunscripción de Barcelona-ciudad por la USC dentro del Front d'Esquerres, y formando parte de la minoría parlamentaria de Esquerra Republicana de Catalunya (ERC). Al finalizar la Guerra Civil y tras pasar por el exilio en Francia y Bélgica, en 1942 se estableció en México, donde fundó Ediciones Minerva y la Bolsa del Médico Catalán. Regresó a Barcelona en 1948, falleciendo el 6 de febrero de 1958.

## Obras
- La dieta hídrica (1907)
- De Catalanisme (1908)
- Diagnòstic precoç de la tuberculosi pulmonar (1910)
- De com s'estima la vida i perquè (1917)
- El socialismo en Cataluña (1930)